# Rhagoletis mendax
Rhagoletis mendax
 es una especie de insecto del género Rhagoletis de la familia Tephritidae, orden Diptera. Mary Katherine Curran la describió en 1932.
La larva llega a medir 7.75 mm. La hembra adulta mide 4.75 mm de largo y 8 mm de envergadura. El macho es un poco más pequeño. La mayoría son univoltinas (una generación por año), pero más al norte pueden ser semivoltinas, necesitan dos, tres y hasta cuatro años para completar el ciclo vital.
Es una plaga seria de plantas de la familia Ericaceae, muchas de las cuales son de importancia económica, como los arándanos.